# Cyrtodactylus jellesmae
Cyrtodactylus jellesmae este o specie de șopârle din genul Cyrtodactylus, familia Gekkonidae, ordinul Squamata, descrisă de Boulenger 1897. Conform Catalogue of Life specia Cyrtodactylus jellesmae nu are subspecii cunoscute.